# ويلهلم شتورم
ويلهلم شتورم (بالألمانية: Wilhelm Sturm)‏ (8 فبراير 1940 في ألمانيا - 5 نوفمبر 1996) هو لاعب كرة قدم ألماني في مركز الوسط. شارك مع منتخب ألمانيا لكرة القدم. أما مع النوادي، فقد لعب مع بوروسيا دورتموند.

## وصلات خارجية
- ويلهلم شتورم على موقع قاعدة بيانات كرة القدم.إي يو (الإنجليزية)
- ويلهلم شتورم على موقع بيانات كرة القدم. دي إي (الألمانية)
- ويلهلم شتورم على موقع ناشيونال فوتبول تيمز (الإنجليزية)
- ويلهلم شتورم على موقع عالم كرة القدم.نت (الإنجليزية)